# 君にこそ心ときめく
「君にこそ心ときめく」（英語: I Get a Kick Out of You）は、コール・ポーター作詞作曲のジャズ・スタンダード。日本語ではカタカナ表記の「アイ・ゲット・ア・キック・アウト・オブ・ユー」もある。

## 概要
1934年に初演となったブロードウェイミュージカル『エニシングゴーズ』で使用された楽曲である。ミュージカルではエセル・マーマンとウィリアム・ギャクストンが歌った。
もともとは異なるショーのために作られた楽曲であるが、そのショーが中止となったため、『エニシングゴーズ』で初公開されることとなった。
1936年の映画版『海は桃色』でも歌われた。
1995年にはロブ・マッコーネルがこの曲で最優秀インストルメンタルアレンジメント部門で1996年のグラミー賞を受賞した。

## 解説
楽曲の構成は、ヴァース20小節にコーラスが「Aメロ」「Aダッシュメロ」「Bメロ」「Aダッシュメロ」64小節と、かなり長い。
邦題は翻訳者のセンスの良さを思わせる優雅で粋なものであるが、原題のタイトルの「キック」は「蹴り技」ではなく、「ドラッグで得られる刺激」の意味である。原題を日本語に訳すと「君を見ると興奮する」くらいの意味合いとなる。
歌詞は、ロマンチックに上品に、「自分の人生を嘆く」ところから始まり、リフレインに入って「君が目に入ったら」「シャンパンや酒では物足りない。コカインから刺激を得る人もいるけれど、僕には君のほうが刺激的」と誘惑的に片思いを打ち明ける内容となっている。なお、ミュージカル初演となった1934年はアメリカ合衆国における禁酒法が解除になった翌年である。
1950年代のアメリカ合衆国のラジオ放送の全国放送番組では、セックス、飲酒、労働運動や政治について直接的な表現がある歌を放送禁止にしていた。本曲も歌詞の中の「コカイン」を「シャンパン」に変更するなどして放送されていた。

## 代表的なカバー
- フランク・シナトラ - アルバム『スイング・イージー（英語版）』（1954年）に収録されており、本曲が看板曲となっている[1]。
- クリフォード・ブラウン&マックス・ローチ - アルバム『マックス・ローチ＝クリフォード・ブラウン・イン・コンサート』（1954年）収録。テンポがとても速く、イントロは3拍子となっている。テーマが終わったあとに来るブラウンのソロも素晴らしい[1]。
- チャーリー・パーカー[1]
- クリス・コナー with ハンク・ジョーンズ・トリオ - アルバム『時の過ぎゆくままに』（1991年）収録。クリス・コナー晩年の収録であるため声の衰えはあるが、技巧と貫禄でカバーされている[2]。
- ルイ・アームストロング - アルバム『ルイ・アームストロング・ミーツ・オスカー・ピーターソン（英語版）』収録。ワルツ風のピアノで始まり、コーラスは陽気に、フェイクやスキャットを散りばめて“サッチモ”らしく仕上がっている[2]。
- ビリー・ホリディ[5]
- エラ・フィッツジェラルド[5]
- ロッド・スチュワート[5]